# Vice (película de 2018)
Vice (titulada El vicio del poder en España y El vicepresidente: Más allá del poder en Hispanoamérica) es una película biográfica estadounidense de 2018 dirigida y escrita por Adam McKay. La película está protagonizada por Christian Bale, Amy Adams, Steve Carell, Sam Rockwell, Alison Pill y Tyler Perry. La película sigue a Dick Cheney en su camino para convertirse en el vicepresidente más poderoso de la historia de Estados Unidos.
La cinta se estrenó el 25 de diciembre de 2018 a través de Annapurna Pictures.

## Argumento
Vice es narrado por Kurt, un veterano ficticio de las guerras de Afganistán e Irak. La película comienza con Dick Cheney y otros funcionarios y personal de la Casa Blanca en respuesta a los ataques del 11 de septiembre de 2001. La película vuelve a Wyoming en 1963, donde Cheney encuentra trabajo como liniero después de que su alcoholismo lo llevó a abandonar la Universidad de Yale. Después de que un policía de tránsito detiene a Cheney por conducir en estado de ebriedad, su esposa Lynne Cheney lo convence de limpiar su vida.
La película avanza hasta 1969 cuando Cheney encuentra trabajo como interno de la Casa Blanca durante la Administración Nixon. Trabajando con el asesor económico de Richard Nixon, Donald Rumsfeld, Cheney se convierte en un hábil operador político mientras hace malabares con los compromisos con su esposa y sus hijas, Liz y Mary. Cheney escucha a Henry Kissinger discutir el bombardeo secreto de Camboya con el presidente Nixon, revelando el verdadero poder de la rama ejecutiva a Cheney. La actitud abrasiva de Rumsfeld lleva a él y a Cheney a distanciarse de Nixon, lo que favorece a ambos hombres. Después de la renuncia de Nixon, Cheney asume el cargo de Jefe de Gabinete de la Casa Blanca para el presidente Gerald Ford, mientras que Rumsfeld se convierte en Secretario de Defensa. Los medios de comunicación más tarde llaman la sacudida repentina en el gabinete como la Masacre de Halloween. Durante su mandato, un joven Antonin Scalia presenta a Cheney a la teoría ejecutiva unitaria.
Después de que Ford perdiera las elecciones de 1976 frente a Jimmy Carter, Cheney se presenta como representante de Wyoming. Después de dar un discurso de campaña incómodo y poco carismático, Cheney sufre su primer ataque al corazón. Mientras se recupera, Lynne hace campaña en nombre de su esposo, ayudándolo a ganar un asiento en la Cámara de Representantes de los EE. UU. Durante la administración de Ronald Reagan, Cheney apoya una serie de políticas conservadoras y favorables a las empresas que favorecen a las industrias de combustibles fósiles. También apoyó la abolición de la doctrina de equidad de la FCC que condujo al surgimiento de Fox News, la radio de conversación conservadora y el creciente nivel de polarización partidaria en los Estados Unidos. Cheney luego sirve como Secretario de Defensa bajo el presidente George H. W. Bush durante la Guerra del Golfo. Fuera de la política, Cheney y Lynne llegan a un acuerdo con su hija menor, Mary, que sale como lesbiana. Aunque Cheney desarrolla ambiciones para postularse a la presidencia, decide retirarse de la vida pública para evitarle a Mary el escrutinio de los medios.
Durante la presidencia de Bill Clinton, Cheney se convierte en el CEO de Halliburton mientras su esposa cría perros perdigueros de oro y escribe libros. Un falso epílogo afirma que Cheney vivió el resto de su vida sano y feliz en el sector privado y los créditos comienzan a rodar, solo para que terminen abruptamente a medida que la película continúa.
Cheney se convierte en el vicepresidente elegido por George W. Bush durante las elecciones presidenciales de 2000. Reconociendo que el joven Bush está más interesado en complacer a su padre que en obtener el poder por sí mismo, Cheney acepta, con la condición de que Bush delegue en él responsabilidades ejecutivas "mundanas", como la energía y la política exterior. Como Vicepresidente, Cheney trabaja con el Secretario de Defensa Rumsfeld, el asesor legal David Addington, Mary Matalin y el Jefe de Gabinete, Scooter Libby, para ejercer el control de la política exterior clave y las decisiones de defensa en todo Washington.
La película regresa a las secuelas de los ataques del 11 de septiembre, mientras Cheney y Rumsfeld maniobran para iniciar y luego presidir las invasiones estadounidenses de Afganistán e Irak, lo que resulta en el asesinato de cientos de miles de civiles y la tortura de prisioneros. A medida que aumenta la Guerra contra el Terror, Cheney continúa luchando con ataques cardíacos persistentes. La película también cubre varios eventos de su vicepresidencia, incluido su respaldo a la teoría ejecutiva unitaria, el caso Plame, el tiroteo accidental de Harry Whittington y las tensiones entre las hermanas Cheney sobre el matrimonio entre personas del mismo sexo. Se ha demostrado que las acciones de Cheney conducen a cientos de miles de muertes y al aumento del Estado Islámico de Irak, lo que hace que reciba un índice de desaprobación récord para el final de la administración Bush.
Mientras narraba el lloroso lecho de muerte de Cheney y su adiós a su familia después de otra hospitalización, Kurt muere en un accidente automovilístico mientras trota. En marzo de 2012, un corazón sano es trasplantado a Cheney. Unos meses más tarde, Cheney acepta que su hija Liz diga que se opone al matrimonio entre personas del mismo sexo cuando se postula para un escaño en la cámara en Wyoming, dejando a Mary enojada y molesta. Más tarde, Liz gana las elecciones para el antiguo puesto en el Congreso de su padre. Al final de la película, un Cheney furioso rompe la cuarta pared y entrega un monólogo al público, afirmando que no se arrepiente de nada de lo que ha hecho en su carrera.
Una escena de mitad de créditos muestra a un grupo focal que desciende al caos cuando un panelista conservador critica la película como parcial y ataca a un panelista liberal, mientras que otros no están interesados y prefieren discutir la nueva película de Rápidos y Furiosos.

## Reparto
| Actor                     | Personaje                |
| ------------------------- | ------------------------ |
| Christian Bale            | Dick Cheney              |
| Alex MacNicoll            | Dick Cheney de joven     |
| Aidan Gail                | Dick Cheney de 12 años.  |
| Amy Adams                 | Lynne Cheney             |
| Cailee Spaeny             | Lynne Cheney de joven.   |
| Karolina Kennedy Durrence | Lynne Cheney de 12 años. |
| Steve Carell              | Donald Rumsfeld          |
| Sam Rockwell              | George W. Bush           |
| Alison Pill               | Mary Cheney              |
| Lily Rabe                 | Liz Cheney               |
| Violet Hicks              | Liz Cheney de joven      |
| Stefania LaVie Owen       | Stefania LaVie Owen      |
| Adam Bartley              | Frank Luntz              |
| Lisa Gay Hamilton         | Condoleezza Rice         |
| Tyler Perry               | Colin Powell             |
| Shea Whigham              | Wayne Vincent            |
| Kirk Bovill               | Henry Kissinger          |
| Jillian Armenante         | Karen Hughes             |
| Bill Camp                 | Gerald Ford              |
| Justin Kirk               | Scooter Libby.           |
| Eddie Marsan              | Paul Wolfowitz           |

## Producción

### Desarrollo
El 22 de noviembre de 2016, se anunció que Paramount Pictures tenía los derechos para hacer una película sobre Dick Cheney. También se informó que el guion sería escrito por Adam McKay, quien además sería el director. La película sería producida por los productores de Plan B Entertainment, Brad Pitt, Dede Gardner, Jeremy Kleiner y Adam McKay. El 22 de agosto, Bill Pullman fue elegido para interpretar a Nelson Rockefeller, y se anunció un primer título para la película: Backseat. El 31 de agosto de ese año, seleccionaron a Sam Rockwell para hacer el papel de George W. Bush, y se reveló que Stefania LaVie Owen también tendría un papel no revelado. En septiembre de 2017, Adam Bartley se unió el reparto. Tyler Perry y Lily Rabe se unieron al reparto en octubre, en los papeles de Colin Powell y Liz Cheney, respectivamente. En septiembre de 2018, el título de la película fue cambiado oficialmente a Vice.

### Rodaje
La producción comenzó a finales de septiembre de 2017, en distintas ubicaciones de Santa Clarita, California. Christian Bale declaró que para hacer su papel, tuvo que ganar peso en solo cinco meses.

## Estreno
En un principio, la película iba a estrenarse el 14 de diciembre de 2018; pero en septiembre de 2018 la fecha fue cambiada al 25 de diciembre.

## Recepción
Vice ha recibido reseñas positivas de parte de la crítica y de la audiencia. En el sitio web especializado Rotten Tomatoes, la película posee una aprobación de 65%, basada en 369 reseñas, con una calificación de 6.6/10, mientras que de parte de la audiencia tiene una aprobación de 60%, basada en más de 5000 votos, con una calificación de 3.3/5.
El sitio web Metacritic le ha dado a la película una puntuación de 61 de 100, basada en 54 reseñas, indicando "reseñas generalmente favorables". Las audiencias encuestadas por CinemaScore le han dado a la película una "C+" en una escala de A+ a F, mientras que en el sitio IMDb los usuarios le han dado una calificación de 7.2/10, sobre la base de 148 501 votos. En el sitio web FilmAffinity la cinta tiene una calificación de 6.8/10, basada en 16 695 votos.

## Premios y nominaciones
| Premio               | Categoría                          | Candidatos                                                  | Resultado |
| -------------------- | ---------------------------------- | ----------------------------------------------------------- | --------- |
| Premios Óscar        | Mejor película                     | Dede Gardner, Jeremy Kleiner, Adam McKay y Kevin J. Messick | Nominada  |
| Premios Óscar        | Mejor director                     | Adam McKay                                                  | Candidata |
| Premios Óscar        | Mejor actor                        | Christian Bale                                              | Candidato |
| Premios Óscar        | Mejor actriz de reparto            | Amy Adams                                                   | Candidata |
| Premios Óscar        | Mejor actor de reparto             | Sam Rockwell                                                | Candidato |
| Premios Óscar        | Mejor guion original               | Adam McKay                                                  | Candidato |
| Premios Óscar        | Mejor maquillaje y peluquería      | Greg Cannon, Kate Biscoe, Patricia DeHaney                  | Ganadores |
| Premios Óscar        | Mejor montaje                      | Hank Corwin                                                 | Candidato |
| Premios Globo de Oro | Mejor película - Comedia o musical |                                                             | Candidata |
| Premios Globo de Oro | Mejor director                     | Adam McKay                                                  | Candidato |
| Premios Globo de Oro | Mejor actor - Comedia o musical    | Christian Bale                                              | Ganador   |
| Premios Globo de Oro | Mejor actriz de reparto            | Amy Adams                                                   | Candidata |
| Premios Globo de Oro | Mejor actor de reparto             | Sam Rockwell                                                | Candidato |
| Premios Globo de Oro | Mejor guion                        | Adam McKay                                                  | Candidato |
| Premios BAFTA        | Mejor actor                        | Christian Bale                                              | Candidato |
| Premios BAFTA        | Mejor actriz de reparto            | Amy Adams                                                   | Candidata |
| Premios BAFTA        | Mejor actor de reparto             | Sam Rockwell                                                | Candidato |
| Premios BAFTA        | Mejor guion original               | Adam McKay                                                  | Candidato |
| Premios BAFTA        | Mejor maquillaje y peluquería      | -                                                           | Candidato |
| Premios BAFTA        | Mejor montaje                      | Hank Corwin                                                 | Ganador   |